# Montbarbat
|  | Per a altres significats, vegeu «poblat ibèric de Montbarbat». |

El turó de Montbarbat és una muntanya de 328 metres situada a la comarca de la Selva. Aquest cim està inclòs a la llista dels 100 cims de la FEEC. El Montbarbat es troba a la zona dels Tres Termes, el punt de confluència dels termes municipals de Maçanet de la Selva, Lloret de Mar i Tordera. Al vessant nord-est hi ha un antic jaciment arqueològic, el poblat ibèric de Montbarbat.